# Physocleora conspersa
Physocleora conspersa là một loài bướm đêm trong họ Geometridae.